# Жупан Йосип Васильович
Йо́сип Васи́льович Жупа́н (* 22 червня 1904, Бородівка, тепер Барбово Мукачівського району — † 1987) — український письменник.

## Життєпис
1941 року. за тодішньої угорської влади, Йосипа було внесено до списку неблагонадійних та депортовано до Сексардської жупи, де родина жила як політв'язні.
Працював учителем, директором школи, директором Мукачівського історико-краєзнавчого музею, також на видавничій роботі. Автор підручників для національних меншин.

## Книги
- 1974 — «Високосний рік»
- 1980 — «Квітне яблуня»
- 1984 — «Рідні берізки»
- 1986 — «Недоспівана пісня»
- «Багряне небо»
- «Лялька»
- «Теплий хліб»

## Сім'я
Родина виховала сина Івана. Похований в Мукачеві.